# Gargas (Alto Garona)
Gargas (em occitano:  Gargàs) é uma comuna francesa na região administrativa da Occitânia, no departamento do Alto Garona. Estende-se por uma área de 7.28 km², com 691 habitantes, segundo o censo de 2018, com uma densidade de 95 hab/km².